# Valerio Valeri

Stema episcopală a cardinalului Valerio Valeri

Valerio Valeri (n. 7 noiembrie 1883, Santa Fiora, Toscana, Italia – d. 22 iulie 1963, Roma, Italia) a fost un cardinal italian al Bisericii Catolice. El a îndeplinit funcția de prefect al Congregației pentru Institutele de Viață Consacrată și Societățile de Viață Apostolică în Curia Romană din 1953 până la moartea sa și a fost ridicat la rangul de cardinal în 1953 de către papa Pius al XII-lea.
Președintele Charles de Gaulle al Guvernului Provizoriu al Republicii Franceze a insistat ca arhiepiscopul Valeri să fie înlăturat din funcția de nunțiu apostolic în Franța (1936-1944) ca urmare a colaborării sale cu regimul de la Vichy.

## Biografie
Valerio Valeri s-a născut în Santa Fiora și a studiat la Seminarul Roman Pio și la Ateneul Pontifical Roman S. Apollinare, unde a fost numit profesor în 1904. A fost hirotonit preot la Roma pe 21 decembrie 1907, după care a predat la seminarul Pontifical Regional din Fano până în 1909. După ce a slujit în calitate de capelan militar în timpul Primului Război Mondial, Valeri a intrat în Curia Romană, ca membru al personalului Secretariatului de Stat, în 1920. Între anii 1921 și 1927 a fost auditor la Nunțiatura Apostolică din Franța. El a fost ridicat la rangul de capelan al Sanctității Sale pe 6 iulie 1921 și ulterior ca prelat de onoare al Sanctității Sale pe 22 iulie 1923.
Pe 18 octombrie 1927 Valeri a fost numit arhiepiscop titular de Ephesus și delegat apostolic pentru Egipt și Arabia. El a fost consacrat episcop pe 28 octombrie 1927 de către cardinalul Donato Sbarretti, prefectul Congregației pentru Cler, asistat de arhiepiscopul Pietro Benedetti, MSC, delegat apostolic emerit în Cuba și Puerto Rico, și de episcopul Giuseppe Angelucci de Città della Pieve. 
Valeri a fost numit apoi nunțiu în România la data de 1 iulie 1933 și ulterior nunțiu apostolic în Franța pe 11 iulie 1936. În august 1942 nunțiul a contestat afirmația mareșalului Philippe Pétain că papa Pius al XII-lea ar fi înțeles și aprobat creșterea ostilității Franței față de evrei. El a fost distins cu Marea Cruce a Legiunii de onoare la plecarea sa din Franța în 23 decembrie 1944 pentru a lucra din nou în Secretariatul de Stat, în special în cadrul Congregației pentru Afaceri Ecleziastice Extraordinare. După ce a devenit președinte al Comitetului Central pentru Anul Sfânt pe 28 iunie 1948, arhiepiscopul Valeri a fost numit asesor al Congregației pentru Bisericile Orientale la 1 septembrie 1948.
A fost creat cardinal-preot de San Silvestro in Capite de către papa Pius al XII-lea în consistoriul din 12 ianuarie 1953. Cinci zile mai târziu, pe 17 ianuarie 1953, papa Pius al XII-lea l-a numit prefect al Congregației pentru Institutele de Viață Consacrată și Societățile de Viață Apostolică. Cardinalul Valeri a fost unul dintre cardinalii electori, care au participat la conclavul din 1958 care l-a ales pe papa Ioan al XXIII-lea, care îi succedase anterior ca nunțiu apostolic în Franța (1944-1953). Cardinalul Valeri a trăit suficient de mult pentru a participa la prima sesiune a Conciliului Vatican II din 1962 și a participa la conclavul din 1963, care a dus la alegerea papei Paul al VI-lea.
Valeri a murit la Roma, la vârsta de 79 de ani. El a fost înmormântat în mormântul familiei sale din Santa Fiora.